# Brösarps socken
Brösarps socken i Skåne ingick i Albo härad och området ingår sedan 1971 i Tomelilla kommun och motsvarar från 2016 Brösarps distrikt.
Socknens areal är 44,63 kvadratkilometer varav 44,44 land. År 2000 fanns här 1 132 invånare. Tätorten Brösarp med sockenkyrkan Brösarps kyrka ligger i socknen.

## Administrativ historik
Socknen har medeltida ursprung. 
Vid kommunreformen 1862 övergick socknens ansvar för de kyrkliga frågorna till Brösarps församling och för de borgerliga frågorna bildades Brösarps landskommun. Landskommunen utökades 1952 och upplöstes 1969 då denna del uppgick i  Tomelilla köping som 1971 ombildades till Tomelilla kommun. Församlingen uppgick 2002 i Brösarp-Tranås församling.
1 januari 2016 inrättades distriktet Brösarp, med samma omfattning som församlingen hade 1999/2000.  
Socknen har tillhört län, fögderier, tingslag och domsagor enligt vad som beskrivs i artikeln Albo härad. De indelta soldaterna tillhörde Södra skånska infanteriregementet, Albo kompani och Skånska dragonregementet, Cimbrishamns skvadron, Livkompaniet.

## Geografi
Brösarps socken ligger nordväst om Simrishamn kring Verkaån med Linderödsåsen i väster. Socknen är en kuperad skogsbygd med inslag av odlingsbygd främst i ådalen.

## Fornlämningar
Från bronsåldern finns en gravhögar. från järnåldern finns flatmarksgravar. 

## Namnet
Namnet skrevs 1274 Brysethorp och kommer från kyrkbyn. Efterleden innehåller torp, 'nybygge'. Förleden innehåller troligen mansnamnet Brusi..